# Bataljonen
Bataljonen är ett feministiskt scenkonstnärskollektiv och en fri teatergrupp i Göteborg.  Gruppen drivs av åtta scenkonstnärer som skapar teater, opera, fester, läsningar, middagar, ordvitsar, YouTube-videor och andra verk med sig själva och sitt nätverk av frilansande kamrater.
Bataljonen har funnits i Göteborg sedan 2008 och har sedan dess utvecklats till en verksamhet som skapar normbrytande scenkonst, ofta i utforskande och givande samarbeten med andra aktörer i samhället. Bataljonen arbetar experimentellt med tematik, form och genre och undersöker ständigt nya vägar till vidgat deltagande. Gruppen verkar för att sänka tröskeln till scenrummet och utmanar rådande normer om "fin"- respektive "fulkultur". 

## Medverkande
Medlemmarna i Bataljonen har skiftat genom åren och gruppen har jobbat och jobbar med många olika människor i sina produktioner. Sedan 2011 består gruppen av Amanda Nordmark, Björn Sundin, Patrik Svedberg, Hanna Morau, Ebba Sundin, Saga B. Jönsson, Anna Nordkvist och Matilda Jelse.

## Historia
Bataljonen bildades 2008 i Göteborg. Gruppens första produktion var Oh my sweet Carolina vilken spelades samma år.
2012 satte Bataljonen upp sitt första följetongsprojekt, Sex, death and Strindberg. Inom projektet skapades och spelades en föreställning i månaden året ut, alla baserade på Strindbergs pjäser.
Metoden att skapa flera föreställningar inom samma projekt har Bataljonen gjort ett flertal gånger, inte minst i projektet KVALET2014 och KVALET2018, som båda gav åtta partiledarshower under valåren 2014 och 2018. Föreställningarna är en uppvärmning, ett jippo och en folkfest inför valdagen som bemöter politiken med show, sång, musik, värme och en stor portion humor.
2016/2017 sätts föreställningen Manhattanprojeketet upp i samarbete med Penny pick a doll. Manhattanprojektet är skriven av Amanda Nordmark och pjäsen är vinnare av riksteaterns NyText 2014.
2016 vann Bataljonen Nöjesguidens Göteborgspris för årets teater/scen. Motiveringen löd "Teater/scen-Bataljonen: Åtta scenkonstnärer som tillsammans skapar spännande, gränslös och en alldeles egen form av teater, opera, youtube-videos och så vidare. Vi fattar inte allt men vill gärna se mer!"
2017 satte Bataljonen upp sin första storproduktion, Bataljonens Jurassic park - en episk show med jättemånga dinosaurier, på Stora teatern i Göteborg. Föreställningen nominerades till kategorin Årets brott på Scenkonstgalan 2017. 
2019 samarbetade Bataljonen med Kvalitetsteatern i produktionen Sommarmorden. Sommarmorden är en deckarmusikal i tre delar som spelades i Masthugget i samarbete med Masthuggsteater, Kvillebäcken Hisingen i samarbete med Barley’s Food Factory och i Bergsjön, i samarbete med Bergsjöns bibliotek. Föreställningarna beskrivs i tidningen Syre som "...banbrytande i sitt tillvägagångssätt – busigt suggestivt, kravlöst och utmanande på samma gång."
2020 satte Bataljonen upp TAKOTOHOT (There’s a kind of travesty of humanity over there). Det är en nyskriven pjäs fritt inspirerad av H.G Wells klassiska roman Doktor Moreaus ö från 1896.

## Föreställningar
- 2008 - Oh, my sweet Carolina
- 2009 - Topgirls
- 2009 - Små barn och stora föräldrar
- 2010 - Det här är inte Markisinnan de Sade
- 2011 - A clockwork orange
- 2011-2012 - Tre systrar
- 2012 - Vårtecken
- 2012 - Sex, death och Strindberg
- 2013 - Din hund
- 2013 - The anniversary present
- 2014 - KVALET 2014
- 2015 - Absolute drunk and alone
- 2015 - Vem är jag in svenska?
- 2016/2017 - Refugee Safari
- 2016/2017 - Manhattanprojektet
- 2017 - Bataljonens JURASSIC PARK – En episk show med jättemånga dinosaurier
- 2018 - KVALET 2018 – A little party never killed nobody
- 2018 - Stranger Things
- 2018 - Törminator - let it go
- 2019 - The Superstar
- 2019 - sOmMArMoRDen
- 2020 - TAKOTOHOT (There’s a kind of travesty of humanity over there)